# 僕たちの行方 (高橋瞳の曲)
「僕たちの行方」（ぼくたちのゆくえ）は、2005年4月13日にリリースされた高橋瞳のデビューシングル。

## 概要
- オリコンウィークリーチャートにおいて初登場で1位を獲得。グループからのソロデビューを除く純粋なソロアーティストのデビュー曲において1位を獲得したのは1994年に発売された内田有紀のシングル「TENCAを取ろう! -内田の野望-」以来、約10年5ヶ月ぶり、オリコン史上3度目である[1]。
- 平成生まれのアーティストがオリコンウィークリーチャートにおいて1位を獲得したのは、グループの一員を含めても史上初となった[1]。
- 「風のキリン」は歌詞カードとCDに収録されたものの歌詞の一部（終盤の一行）が異なる。

## 収録曲
1. 僕たちの行方
作詞: Yuta Nakano, shungo. / 作曲･編曲: Yuta Nakano
MBS・TBS系アニメ『機動戦士ガンダムSEED DESTINY』第3期オープニングテーマ
NHK『ポップジャム』エンディングテーマ
2. 風のキリン
作詞: 高橋瞳 / 作曲: 山崎努 / 編曲: Shinya Saito
3. メロディ
作詞: 高橋瞳 / 作曲: BOUNCEBACK / 編曲: Gen Kushizaki
4. 僕たちの行方 -Instrumental-